# Pohorelá
Pohorelá este o comună slovacă, aflată în districtul Brezno din regiunea Banská Bystrica, pe malul râului Hron. Localitatea se află la altitudinea de 724 m deasupra n.m., se întinde pe o suprafață de 46,94 km2 și în 2017 număra 2.212 locuitori.

## Istoric
Localitatea Pohorelá este atestată documentar din 1612.

## Demografie
| An:                | 1994 | 2004    | 2014    | 2024   |
| ------------------ | ---- | ------- | ------- | ------ |
| Număr de persoane: | 2862 | 2552    | 2272    | 2054   |
| Diferență:         |      | −10,83% | −10,97% | −9,59% |

| An:                | 2023 | 2024   |
| ------------------ | ---- | ------ |
| Număr de persoane: | 2093 | 2054   |
| Diferență:         |      | −1,86% |